# 中野でいち
中野 でいち（なかの でいち、1989年 - ）は日本の漫画家。京都精華大学卒業後、2012年第1回登龍門（龍神賞参照）『とらごころ』でデビュー。読み切り数本を掲載したのち、『月刊COMICリュウ』2014年7月号から開始された『十月桜』で初連載。
画風はデフォルメを効かせたメリハリのあるポップな絵柄であり、独特な絵柄、特徴的な絵柄と評される。
繊細な心情描写を主軸としたストーリーを得意とし、人間の欲求、心の葛藤といったテーマを主に扱う。また、自主制作漫画誌展示即売会（コミティア92～他）にはサークル『良識派』名義で参加している。趣味はストレッチ。

## 作品リスト

### 連載
- 十月桜（『月刊COMICリュウ』2014年7月号 - 2015年2月号）

- 車椅子の少女・櫻田桜に暗い情念を抱く世話係の鹿島田。心に潜む「闇」と「光」を鋭く描く。
- hなhとA子の呪い（『月刊COMICリュウ』2015年12月号 - 2017年2月号）

- 性欲は真実の愛にとって障害となるのか。愛に捕らわれ縛られる男の「悲劇」。
- 後輩ちゃんに聞いてみよう（『月刊COMICリュウ』Web連載、全36話+導入1話[6] 2016年4月 - 2017年1月）

- Web連載の形式による、中野でいちのエッセイ漫画。
- 君の戦争、僕の蛇（『コミプレ』2021年8月20日[7] - 2023年1月20日[8]）
- 知恵ある恋人（『楽園 Le Paradis』Web増刊 2024年3月27日[9] - ）

### 読み切り
- とらごころ（『月刊COMICリュウ』2012年11月号 別冊付録）

- デビュー作。卒業制作でもあり、過去Web公開されていた。「先パイ」と「俺」の曖昧な青春模様をコメディタッチで情緒的に描く。
- 指をほどいて（『月刊COMICリュウ』2013年5月号）
- 踊り場キッチン（前・後編、『月刊COMICリュウ』2013年12月号）
- 艦隊これくしょん-艦これ-電撃コミックアンソロジー佐世保鎮守府編7（P45 - P56 2015年4月[11]ISBN 978-4-04-865111-0）
- 饗庭涙子のレゾネ作り（『月刊!スピリッツ』2017年12月号）

- 殺人事件を絵画で解決!?黒ずくめの美女が贈るアート・クライム・サスペンス（原案協力：霜月ころな）。
- 地底のふたり（『ZONE OF CTHULHU』Vol.4 2018年4月）

- クトゥルフ神話の世界を舞台にしたコメディ。
- 春の熊（『月刊!スピリッツ』2018年9月号）

- 蠢く性欲と葛藤。思春期の闇を抱える少年のジュブナイルストーリー。
- ピンク・スイート・デビル（『週刊ビッグコミックスピリッツ』2018年42・43合併号）

- 短編放課後ラブ・コメディ。
- Heart&Body（『まんがライフオリジナル』2018年11月号）

- 運動部をテーマにした放課後ショートストーリー。
- 愛と欲望の図書委員（『コミック電撃だいおうじ』Vol.133[12]）

### 書籍
- 『十月桜』徳間書店〈リュウコミックス〉、2015年1月発行、ISBN 978-4-19-950433-4
- 『hなhとA子の呪い』、徳間書店〈リュウコミックス〉、2016年 - 2017年、全2巻
- 『君の戦争、僕の蛇』、ヒーローズ〈ヒーローズコミックス ふらっと〉、2021年 - 2023年、全3巻
- 『知恵ある恋人』、白泉社〈楽園コミックス〉2024年 - 、既刊1巻（2024年11月29日現在）
  1. 2024年11月29日発売[13][14]、ISBN 978-4-592-71249-7

## その他の活動
- マンガ家ゲーム日記（リレーエッセイ）

- 『まんがライフオリジナル』2017年12月号を担当。
- 戯曲「hなhとA子の呪い」（舞台演劇）

- 演劇ユニット「」（かぎかっこ）により、作品を原作とする舞台公演が行われた。
- 第5回本公演『戯曲｢hなhとA子の呪い｣』　2019年4月13日(土)-14日(日) （原作：中野でいち、作・演出：浜地泰造）